# لوتسیه زدنیچکووا
لوتسیه زدنیچکووا (چکی: Lucie Zedníčková؛ زادهٔ ۱۵ نوامبر ۱۹۶۸) بازیگر اهل جمهوری چک است.
از فیلم‌ها یا برنامه‌های تلویزیونی که وی در آن نقش داشته‌است، می‌توان به ساختمان پزشکان در باغ رز و بفرمایید شام اشاره کرد.